# 모리사와 가나
모리사와 가나(일본어: 森沢 かな, 1992년 5월 9일~)는 일본의 AV 여배우이다. 《FANZA》가 발표한 2023년 상반기 AV 여배우 랭킹 10위른 기록했다.